# 津市立三重短期大学
津市立三重短期大学（つしりつみえたんきだいがく、英語: Tsu City College）は、三重県津市一身田中野157番地にある公立短期大学。短大の略称は三重短、TCC。

## 概要

### 大学全体
- 三重県津市に所在する日本の公立短期大学で、設置主体は津市[注 2]。
- 1952年に開学し[注 3]、現在は昼間部3学科、夜間部1学科体制をとる。令和7年度調査の2025年全国公立大学研究及び人気度ランキングで津市立三重短期大学は第25位である[4][リンク切れ][5]。
- 三重県唯一の公立短期大学であり、学長選挙と津市議会の任命の2種類の学長決定方法がある。学長は津市長と同じく公用車が用意される。キャンパスは津市の北部である一身田中野に立地し、最寄駅は三重大学と同じ近畿日本鉄道江戸橋駅。また、津市の指定避難所ともなっている。キャンパス周辺は田園と住宅地である。学生の進路に関しては、民間企業への就職、公務員となるほか、4年制大学への編入学も盛んである。また、子女への教育だけでなく、夜間に通学できる法経科二部を有するなど、社会人への教育や生涯学習にも力を入れている。4年制大学への移行や津市立から三重県立への移行の計画もある[要出典]が具体化されていない。政治家育成の法律経済短大として昭和戦後期から2011年頃まで津市議会議員の学歴で三重短期大学卒業生が6名程度で三重短期大学出身者が最多を誇っていた。

### 設立の過程
- 1951年（昭和26年）6月から1952年（昭和27年）3月まで、新制大学（国立大学の三重大学）の学内に委託された夜間大学を設置して公開講座を開設した。
- 以下の科目を中心に開講されていた。

1. 政治学
2. 社会学
3. 法学

- 多くの三重県内・津市の勤労学生の受講生を集めて、夜間講座の受講生たちが津市に対して夜間の社会科学系の短期大学を設立する事を要請した。
- 夜間講座の受講生がそのまま、第1期三重短期大学法経科二部の入学生となった。昭和戦後期に三重短大合格者氏名の合格者新聞発表制度が存在したが昭和50年代に新聞合格者氏名発表制度が廃止された。
- 同時期に開学した公立短期大学は以下である。

1. 長崎県立佐世保商科短期大学
2. 北九州外国語大学短期大学部
3. 鹿児島県立大学短期大学部
4. 静岡県立法経短期大学
5. 奈良県立短期大学
6. 高知短期大学

- 戦後期にこれらの社会科学系の夜間の公立短期大学が設立された。
- 戦後の混乱期に法律や経済などの社会科学の専門的知識を学びたい勤労者や若者の意欲が公立の夜間短期大学の設立を推進した。
- 家政科（被服コース）設置について、1951年（昭和26年）に選出された堀川るつ（堀川美哉津市長夫人）の働きかけが大きかった。花嫁修業や夜間部以外の女子部を設置するなど伝統的な女子教育の色彩が強い良妻賢母型の教育機関設置が求められていた事情がある。また男女平等を推進する上で、女子が進学する大学教育機関が切望されていた。

### 建学の精神（校訓・理念・学是）
- 津市立三重短期大学には、同短大における教育のめざすものとして以下の教育理念がある。
  - 憲法や教育基本法の理念にのっとり、民主的で文化的な社会の形成者として、心理を希求し、人権を尊重する人間を育てること。
  - 幅広い教養と専門的な知識を備え、論理的で自主的な判断能力をもつ職業人を育成すること。
  - 現代社会を総合的・科学的に把握し、主体的に活動する市民の実践的な教養を培うこと。

### 学風および特色
- 津市立三重短期大学は公立では数少ない法律系の学科と夜間部を設置する短大となっている。津市民の税金で津市民の若い学生と法経科2部の学費が安くなる社会人学生と津市民の高等教育を支援する教育補助金制度である。法経科は津市議会議員育成の実績から市民社会を重視するイギリス憲法との比較憲法教育を実施している。法経科2部は生涯学習やリカレント教育に力をいれており、若者以外の社会人である勤労者と、社会人として勤労をしていない主婦・高齢者などさまざまな年齢層の教育ニーズに応えている。
- 津市立三重短期大学の学費は日本で津市民の場合は格安で最も安い学費の公立短大である[要出典]。法経科は戦後日本の社会政策の法経研究機関である[注 4]。設立当初はマルクス経済学を教えていたが、現在では教育内容が変わり小さな政府を目指す古典派経済学や新自由主義では格差社会を招くので大きな政府を目指すケインズ経済学を教えていて、公共事業による公共投資の増大で生まれる経済効果の必要性と福祉によって格差を縮小する政策を主流とする民主社会主義理論を教育している。
- ドイツ語及びドイツ社会思想史専門の法哲学研究を法経科の社会政策教育科目として重視している。イギリスと日本文化を比較する文化教育に加えて、2011年（平成23年頃）から職業経験教育や中国語教育に力を入れている。平成初期に岩瀬充自（三重短期大学所属のドイツ社会思想史人権研究理論の法哲学教授）による研究活動でマルクス哲学やドイツ哲学系の社会思想史の研究が盛んだった。1990年代に部落問題及び女性人権理論の研究が盛んだった。[7]

## 沿革
- 1952年
  - 2月20日 左記を以て文部省[注 5]より短期大学の設置が認可される[8]。
  - 4月1日 三重短期大学が以下の学科体制にて開学[9]。
    - 家政科 入学定員40名
    - 法経科第二部 入学定員100名
- 1953年
  - 3月23日 教職課程が設置される[10]。
  - 4月1日 以下、入学定員増あり[11]。
    - 家政科 40→60
    - 法経科第2部 100→180
- 1954年
  - 3月30日 専攻科の設置が認められ、以下の課程を置く[12]。
    - 被服専攻 入学定員20名

  - 5月1日 学生数[13]/定員
    - 家政科 130[注 6]/120
    - 法経科第2部 418[注 7]/360
- 1966年
  - 4月1日 家政科の入学定員を60→90に増員[14]。
  - 5月1日 学生数[15]/定員
    - 家政科 189[注 6]/150
    - 法経科第2部 401[注 8]/360
- 1967年
  - 5月1日 学生数[16]/定員
    - 家政科 193[注 6]/180
    - 法経科第2部 406[注 9]/360
- 1969年
  - 4月1日 この年度における出来事を以下、列挙する[17]。
    - 以下の学科を増設する。
      - 法経科第一部 入学定員60名[注 10]

    - 家政科の入学定員を90→150に増員し、かつ以下の専攻課程を設ける。
      - 被服専攻 入学定員50名
      - 食物栄養専攻 入学定員100名
- 1970年
  - 5月1日 学生数[18]/定員
    - 家政科 294[注 6]/300
    - 法経科 
      - 第一部 186[注 11]/120
      - 第二部 348[注 12]/300
- 1973年
  - 4月1日 家政科における各専攻課程の入学定員を以下の通り変更する[19]。
    - 家政専攻 50→100
    - 食物栄養専攻[注 13] 100→50

  - 5月1日 学生数[20]/定員
    - 家政科 
      - 被服専攻 159[注 6]/150
      - 食物栄養専攻 144[注 6]/150

    - 法経科 
      - 第一部 171[注 14]/120
      - 第二部 297[注 15]/300
- 1985年
  - 4月1日 法経科第一部の入学定員を60→100に増員する[注 16]。
  - 5月1日 学生数[23]/定員
    - 家政科 294[注 6]/300
    - 法経科 
      - 第一部 251[注 17]/160
      - 第二部 281[注 18]/300
- 1986年
  - 5月1日 学生数[24]/定員
    - 家政科 316[注 6]/300
    - 法経科 
      - 第一部 215[注 6]/200
      - 第二部 268[注 19]/300
- 1987年
  - 5月1日 学生数[25]/定員
    - 家政科 321[注 6]/300
    - 法経科 
      - 第一部 252[注 17]/200
      - 第二部 301[注 20]/300
- 1991年
  - 4月1日 以下、学科及び専攻課程の名称変更あり[注 21]。
    - 家政科→生活科学科
      - 家政専攻→生活科学専攻
      - 食物栄養専攻→食物栄養学専攻

  - 5月1日 学生数[28]/定員
    - 生活科学科 153[注 6]/150
      - 家政科 ？[注 22]/150

    - 法経科 
      - 第一部 237[注 6]/200
      - 第二部 360[注 23]/300
- 1992年
  - 4月1日 以下については、この年度で学生募集を最終とする[注 24]。
    - 専攻科被服専攻[注 25]

  - 5月1日 学生数[注 26]/定員
    - 生活科学科 202[注 27]/300
    - 法経科 
      - 第一部 315[注 6]/200
      - 第二部 376[注 28]/300
- 1999年
  - 5月1日 学生数[32]/定員
    - 生活科学科 317[注 29]/300
    - 法経科 
      - 第一部 216[注 30]/200
      - 第二部 176[注 31]/300
- 2005年
  - 4月1日 食物栄養学専攻に栄養教諭二種免許状の課程が新設される[33]。
- 2007年
  - 4月1日 コース制の変更が行なわれる。
- 2014年
  - 1月 平成26年度大学入試センター試験参加短期大学の1校となる[34]。
- 2015年
  - 1月 平成27年度大学入試センター試験参加短期大学の1校となる[35]。
- 2016年
  - 1月 平成28年度大学入試センター試験参加短期大学の1校となる[36]。
- 2021年
  - 4月1日 この年度の入学生より生活科学科食物栄養学専攻を以下の学科に改組される[37]。
    - 食物栄養学科 入学定員50名[注 32]
- 2025年
  - 4月1日 津市立三重短期大学に改称[38]。

## 基礎データ

### 所在地
- 三重県津市一身田中野157番地[注 33]

### 象徴
- カレッジマークは梅の花びらをモチーフとして、その中央に大学を現す文字が記されている。

## 教育および研究

### 組織

#### 学科
- 法経科
  - 第1部[注 34]
  - 第2部[注 34]
- 生活科学科[注 34]
  - 生活福祉･心理コース
  - 居住環境コース
- 食物栄養学科 入学定員50名[3]

#### 専攻科
- 被服専攻 入学定員20名[注 35]

#### 別科
- なし

#### 取得資格について
資格
- 栄養士:食物栄養学専攻にて取得できる。

教職課程
- 中学校教諭二種免許状[注 37]
  - 社会:法経科第一部[注 38]
  - 家庭:生活科学科生活科学専攻にて
- 栄養教諭二種免許状:かつての生活科学科食物栄養学専攻にて
- 当初は、高等学校教諭免許が取得でき、家政科で家庭、法経科二部では社会となっていた[42]。教育職員免許法の一部を改正する法律（昭和29年6月3日法律第158号）による教育職員免許法の改正により高等学校教員を短期大学では取得できなくなった。

#### 附属機関
- 学内に図書館がある[43]。
- 津市およびその周辺地域における問題を研究するための、地域問題総合調査研究室もある。

### 研究
- 『地研通信;三重短期大学地域問題研究所通信』[44]
- 『みえ生活科学研究 : 三重短期大学生活科学研究会紀要 = bulletin of the Society of the Study for Life and Environmental Science at Tsu City College』[45]
- 『家政研究』[46]

## 大学関係者と組織

### 大学関係者一覧
- 津市立三重短期大学の人物一覧

## 学生生活

### 部活動・クラブ活動・サークル活動
- 津市立三重短期大学のクラブ活動には、バレーボール・バスケットボール・バドミントン・卓球・テニス・野球などの体育系クラブ、茶道・軽音楽・詩吟などのほか「小笠原流華道」と称した文化系クラブもある。
- 三重大学・三重県立看護大学との交流がある

## 学園祭
- 津市立三重短期大学の学園祭は毎年、概ね11月中旬に行なわれる。

### スポーツ
- 中部地区公立短期大学交歓競技会で総合1位の成績を修めたことがある。

## 施設

### キャンパス
- 交通アクセス：近鉄名古屋線江戸橋駅下車。
- 校舎の所在地変遷[47]

1. 古河校舎 -1952年4月 - 1957年3月
2. 栄町校舎-1957年4月 - 1968年12月
3. 一身田校舎-1969年1月 -

### 学生食堂
- 学内にある。概ね200席あり、学生や教職員で運営する生活協同組合により運営されている。

### 寮
- 津市立 三重短期大学には大学寮はないが、短大の学生部からアパートや下宿先の情報が紹介されている。

## 対外関係
- 2016年3月に「高等教育コンソーシアムみえ」を締結。
- 地域問題の研究や公開講座を行なっている。

## 卒業後の進路について

### 就職について
- 全学科・専攻を含め、一般企業への就職者が多いものとなっている。食物栄養専攻では栄養士に就く人もいる。ほか、公務員に就く人もいる。詳細は、ホームページを参照にされたい。

### 編入学・進学実績
- これまでの実績[要出典]では、三重大学・埼玉大学・金沢大学・信州大学・岐阜大学・名古屋大学・和歌山大学・島根大学・広島大学・香川大学・愛媛大学・佐賀大学・愛知県立大学・名古屋市立大学・京都府立大学・山口県立大学・などの国公立大学の編入学が目立っている。ほか、創価大学・中央大学・愛知大学・金城学院大学・椙山女学園大学・南山大学・鈴鹿医療科学大学・京都産業大学・龍谷大学・関西大学・近畿大学などの私立大学への編入学もみられる。